# Keres Masangu
Keres Angelau Masangu (Antwerpen, 7 maart 2000) is een Belgisch voetballer. Hij staat sinds de zomer van 2021 onder contract bij Excelsior Virton.

## Carrière
Masangu ruilde de jeugdopleiding van RSC Anderlecht in 2015 voor die van KV Mechelen. De Mechelaars speelden Masangu twee jaar later op hun beurt kwijt aan AS Roma. Onder andere Standard Luik, Stoke City FC en ACF Fiorentina toonden ook interesse in de toen zeventienjarige middenvelder. In de seizoenen 2017/18 en UEFA Youth League 2018/19 vertegenwoordigde hij de club ook in de UEFA Youth League, op 12 september 2017 scoorde hij zelfs tegen Atlético Madrid.
Na drie seizoenen in Italië haalde Beerschot VA hem terug naar België. Toen hij begin februari 2021 zijn officiële debuut in het eerste elftal nog niet gemaakt had, leende de club hem voor de rest van het seizoen uit aan de Kroatische eersteklasser HNK Šibenik. Daar maakte hij op 30 april 2021 zijn profdebuut: in de competitiewedstrijd tegen NK Lokomotiva Zagreb viel hij in de 73e minuut in voor Suad Sahiti. Het bleef bij deze ene invalbeurt.
Na deze uitleenbeurt verliet hij Beerschot definitief om een contract te ondertekenen bij Excelsior Virton, dat na een jaar afwezigheid opnieuw mocht uitkomen in Eerste klasse B, het tweede hoogste niveau in België.

## Clubstatistieken
| Seizoen         | Club             | Land             | Competitie      | Competitie | Competitie | Beker | Beker | Supercup | Supercup | Europees | Europees | Totaal | Totaal |
| Seizoen         | Club             | Land             | Competitie      | Wed.       | Dlp.       | Wed.  | Dlp.  | Wed.     | Dlp.     | Wed.     | Dlp.     | Wed.   | Dlp.   |
| --------------- | ---------------- | ---------------- | --------------- | ---------- | ---------- | ----- | ----- | -------- | -------- | -------- | -------- | ------ | ------ |
| 2020/21         | Beerschot VA     | Vlag van België  | Eerste klasse A | 0          | 0          | 0     | 0     | —        | —        | —        | —        | 0      | 0      |
| 2020/21         | → HNK Šibenik    | Vlag van Kroatië | 1. HNL          | 1          | 0          | 0     | 0     | —        | —        | —        | —        | 1      | 0      |
| 2021/22         | Excelsior Virton | Vlag van België  | Eerste klasse B | 0          | 0          | 0     | 0     | —        | —        | —        | —        | 0      | 0      |
| Carrière totaal | Carrière totaal  | Carrière totaal  | Carrière totaal | 1          | 0          | 0     | 0     | 0        | 0        | 0        | 0        | 1      | 0      |

Bijgewerkt op 16 augustus 2021.
2 Vinck ·
3 Rizzo ·
4 Doué ·
5 Hamzaoui ·
7 Bukusu ·
8 Sadin  ·
9 Sula ·
10 Pinga ·
11 Ahlinvi ·
14 Guillaume ·
17 Allach ·
18 Mouaddib ·
20 Napoletano ·
21 Aabbou ·
23 Martin ·
24 Hery ·
26 Awassi ·
28 Droehnle ·
Masangu ·
Coach: Grégoire